# 농도계

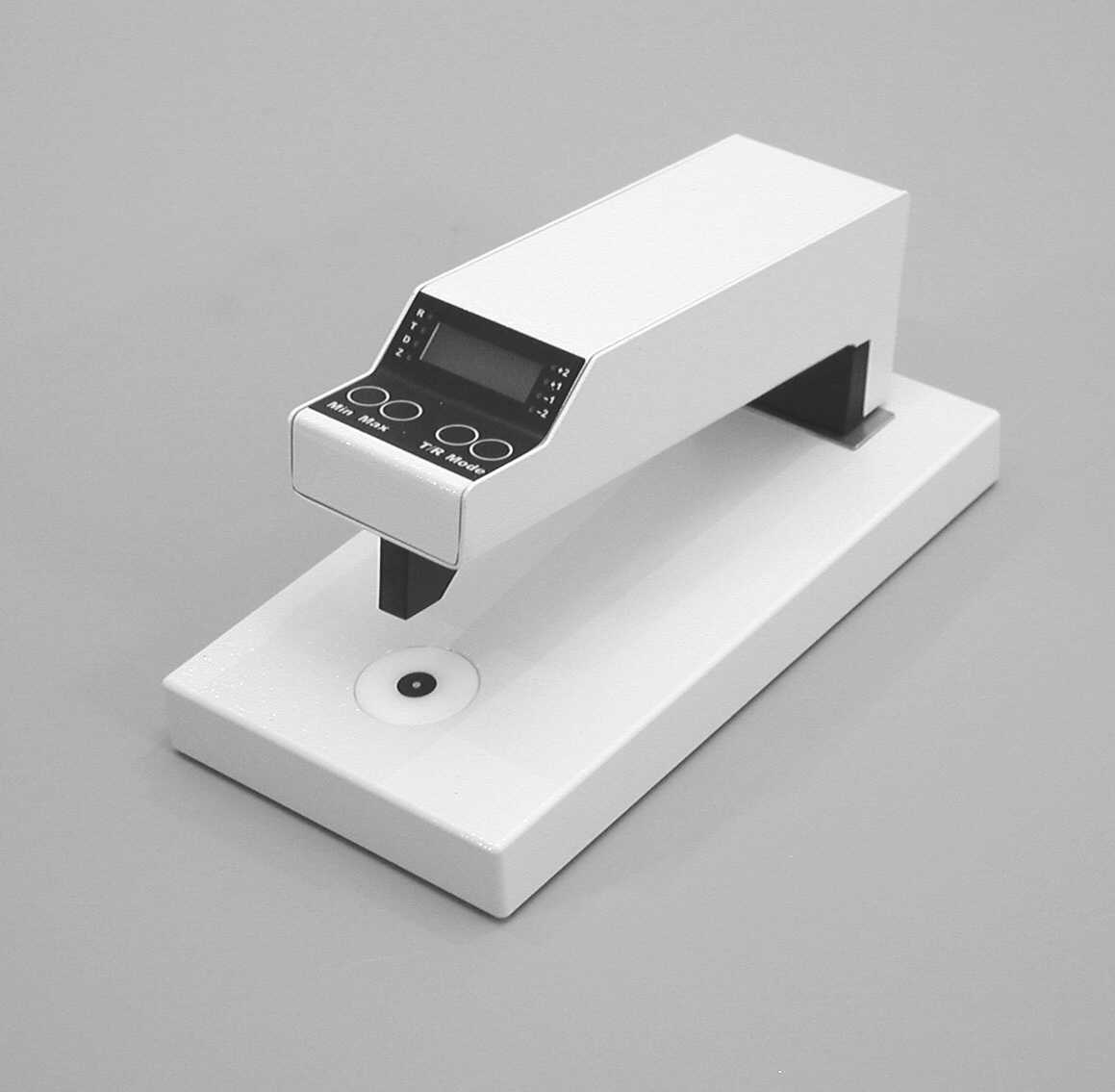
농도계 TRDZ 1

농도계(濃度計, 영어: densitometer 또는 concentration meter)는 사진 또는 반투명 물질 또는 반사 표면의 어두운 정도(광학 밀도)를 측정하는 장치이다. 농도계는 기본적으로 광전지를 겨냥한 광원이다. 판독 값의 차이에서 광원과 광전지 사이에 놓인 샘플의 밀도를 결정한다. 최신 농도계는 구성 요소가 동일하지만 더 나은 판독을 위한 전자 집적 회로도 있다.

## 용도
- 인쇄 전문가의 채도 측정
- 인쇄 장비 교정
- 유전자 연구를 위한 분자 도구 중 하나로 방사성 표지된 DNA와 같은 화합물의 방사능 정량화
- 출력물이 완제품에서 원하는 색상과 일치하도록 조정
- X선 필름이 코드에서 요구하는 밀도 범위 내에 있는지 확인하고 산업용 방사선 사진에서 상대적인 재료 두께를 비교
- 밀도 도트 게인, 도트 영역 및 잉크 트래핑의 공정 제어
- 인쇄 공정 및 기판 유형에 따라 농도계 판독값이 달라짐

## 같이 보기
- 분광광도법
- 핵산 메소드